# Kokostorf
Kokostorf, auch bekannt als Cocopeat, Kokosfasermark oder Kokosfaserstaub, ist Torf, der aus Kokosnüssen gewonnen wird, oftmals als Beiprodukt der Verwertung der Kokosfrucht durch andere Industriezweige. Hierbei wird der Kokosfaserabfall von Kokosfaserindustrien gewaschen, erhitzt, gesiebt und sortiert, bevor er zu Kokostorf-Produkten weiterarbeitet wird. Diese Produkte unterscheiden sich in ihrer Körnung sowie Dichte und werden im Gartenbau, der Landwirtschaft und als industrielles Absorptionsmittel verwendet.
Da Kokostorf-Produkte für gewöhnlich in Form von komprimierten Ballen, Briketts, Fliesen oder Scheiben verschifft werden, ist es oftmals notwendig, dass der Endverbraucher die Kokostorf-Produkte durch die Zugabe von Wasser ausdehnt. So würde sich ein Kilogramm Kokostorf zu 15 Liter nassem Kokostorf ausdehnen.
Trichoderma ist ein in Kokostorf natürlich vorkommender Pilz; er wirkt in Symbiose mit den Pflanzenwurzeln, um jene vor schädlichen Pilzen wie z. B. Pythium zu schützen. Trichoderma findet sich nicht in sterilisiertem Kokostorf und kann mittels Wasserstoffperoxid zerstört werden.

## Verwendung

### Botanische Verwendung
Kokostorf wird als Bodenhilfsstoff verwendet. Wegen der niedrigen Werte an Nährstoffen in seiner Zusammensetzung ist Kokostorf für gewöhnlich nicht der einzige Bestandteil in dem für den Pflanzenanbau verwendeten Medium. Wenn Pflanzen ausschließlich in Kokostorf angebaut werden, ist es wichtig dem Kokostorf den spezifischen Bedürfnissen der Pflanze entsprechend zusätzliche Nährstoffe beizumischen. Speziell Kokostorf von Sri Lanka und Indien enthält mehrere pflanzliche Makro- und Mikronährstoffe, darunter wesentliche Mengen an Kalium. Dieses zusätzliche Kalium kann jedoch die Verfügbarkeit von Magnesium beeinträchtigen, so dass eventuell zusätzliches Magnesium mittels der Zugabe von Epsomsalzen beigemischt werden muss, um einer Mangelerscheinung entgegenzuwirken.
Kokostorf ist bei seiner Ankunft noch nicht vollkommen zerfallen und wird verfügbaren Stickstoff aufbrauchen („Drawdown“), wobei es zu einer Konkurrenz mit der Pflanze kommen kann, falls nicht genügend Stickstoff vorhanden ist. Minderwertig verarbeiteter Kokostorf kann einen Überschuss an Salzen enthalten und muss dementsprechend „gewaschen“ werden. Die Kationenaustauschkapazität von Kokostorf ist der von Torfmoos ähnlich, darüber hinaus speichert Kokostorf Wasser gut, feuchtet wiederholt an und kann bis zu 1000 Mal mehr Luft als normaler Boden enthalten. Die Zugabe von Langzeitdünger oder organischem Dünger wird bei der Pflanzenzucht mittels Kokostorf ebenfalls empfohlen.
Allgemeine Verwendungen von Kokostorf beinhalten:
- Als Substitut für Torf, da es frei von Bakterien und den meisten Pilzsporen ist sowie weil es ohne die mit industriellem Torfstich verbundenen Umweltschäden nachhaltig hergestellt werden kann.
- Mit Sand, Kompost und Düngemittel vermischt stellt Kokostorf hochwertige Blumenerde dar. Kokostorf hat durchschnittlich einen Säuregehalt in der Bandbreite eines pH-Werts zwischen 5,5 und 6,5. Obgleich dies für einige Pflanzen zu sauer sein kann, dulden viele intensiv angebaute Pflanzensorten diese pH-Bandbreite.
- Als Substrat für den Anbau von Pilzen die Zellulose verwerten, da Kokostorf einen hohen Zellulose- und Lignin-Gehalt aufweist.

Kokostorf kann bis zu dreimal ohne wesentlichen Ertragsverlust wiederverwendet werden, jedoch sollte Kokostorf von verwesten Pflanzen nicht wiederverwendet werden.

### Sonstige Verwendung
Da Kokostorf ein gutes Absorptionsmittel ist, so kann trockener Kokostorf als Ölabsorptionsmittel auf rutschigen Gängen verwendet werden. Kokostorf wird ebenfalls als Lagerstreu auf Viehzuchthöfen und in Tierhütten verwendet, da es tierische Abfallstoffe absorbiert und so der Hof sauber und trocken bleibt.
Im Gegensatz zu Torfmoos ist Kokostorf hydrophil und kann schnell Wasser erneut absorbieren, selbst wenn es vorher vollkommen trocken war. Kokostorf ist porös und kann nicht leicht überwässert werden.

## Biologische Sicherheitsrisiken
Kokostorf kann Organismen enthalten, die eine Gefahr für die Biosicherheit von Ländern darstellen, in die er importiert wird. So wurde Kokostorf seit ca. 1989 nach Neuseeland importiert, mit einem deutlichen Marktzuwachs seit 2004. Bis 2009 wurden insgesamt 25 neue Unkrautarten in importiertem Kokostorf gefunden. Dementsprechend wurden die Importbestimmungen für Kokostorf in Neuseeland angepasst, um Biosicherheitsmaßnahmen miteinzubeziehen.